# 깡깡이예술마을
깡깡이예술마을은 부산 자갈치시장 건너편, 영도대교, 남항대교와 맞닿은 곳에 자리 잡고 있는 수리조선마을이다. 행정동명은 '부산광역시 영도구 남항동'이다. 두 군데의 물양장에는 배들이 가득 들어차있으며 십여 곳에 달하는 수리조선소가 운영 중에 있다. ‘깡깡이’라는 이름은 수리조선소에서 배 표면을 망치로 두드릴때 ‘깡깡’ 소리가 난다 하여 생겨난 말이다.

## 역사
- 깡깡이예술마을로 부산 영도구 대평동은 본래 바람이 이는 것처럼 기운차게 일어나는 뜻인 풍발포(風發浦) 혹은 거센 풍랑을 피하는 어선들이 머물던 장소라는 대풍포(大風浦)로 불리기도 하였다. 일제강점기 해방 후 파도와 바람이 잔잔해지기를 바라는 뜻을 담아 풍(風)을 평(平)으로 바꾸어 대평동이라고 부르게 되었다고 전해진다.

- 1876년 부산항이 개항하였고 19세기 후반에는 '다나카 키요시(田中 淸)에 의해 국내 최초의 근대식 조선소인 '다나카조선철공소'가 설립되었다. 이후 매축공사가 진행되며 다양한 선박부품 가게들이 대평동에 집중적으로 들어서게 되어 1970~1980년대 산업화시기 원양어업 붐에 편승, 수리조선업의 메카로 발돋움 할 수 있었다. 이때 대평동은 “개도 만원짜리를 물고 다닐 정도”였다고 회자될 만큼 경기가 좋았다고 한다.

- 호황을 누리던 대평동은 1980년대에 들어 조선업의 부진과 함께 쇠락하였다. 결국 대평동은 1998년 인구 감소와 함께 남항동으로 편입되었다.

## 관광
2015년 부산 예술상상마을 공모에 대평동이 대상 지역으로 선정되면서 부산시에서는 수리조선마을인 대평동의 정체성을 상징적으로 나타내는 ‘깡깡이’라는 이름을 중심으로 문화예술마을로 재생사업을 전개하고 있다.
남포동과 인접하여있고, 도보로 영도대교를 건너 여행할 수 있을 정도로 접근성이 괜찮은 편이다.
마을 곳곳에는 페인팅아트, 키네틱아트, 라이트프로젝트 등 예술가들의 작품이 설치되어 있고 대부분의 건물이 여전히 옛 대평동의 모습을 그대로 간직하고 있어서 독특한 경관을 보여준다.
기념품으로는 깡깡이 예술마을 캐릭터 패치, 핀배지, 컵, 마그넷, 도서 등을 판매하고 있다.
- 마을안내센터
  - 무료선박체험: 정박되어있는 선박의 내에 안전모를 착용하고 입장하여 설치된 조형물을 체험할 수 있다.
  - 깡깡이 마을투어: 마을 해설사와 동행하여 가이드와 함께 마을을 한바퀴 돌아볼 수 있다.
  - 깡깡이 해상투어(유람선): 유람선을 탑승하여 남항을 돌아볼 수 있다.

- 생활문화센터
  - 마을 다방: 마을주민이 직접 운영하는 다방으로 기념품을 판매하고 있다. 요금을 내고 홀 대여도 가능하다.
  - 마을 박물관: 100여 년에 거친 대평동 수리조선업의 역사를 전시하고 있다.

- 마을공작소: 일제강점기에 만들어진 적산가옥으로 추정되며 시계 등 키트조립체험이 가능하다.

## 같이 보기
- 영도
- 중앙동
- 광복동